# Матиев, Ислам Абдулкалимович
Исла́м Абдулкали́мович Мати́ев (род. 22 июля 1975, Хасавюрт, Дагестанская АССР) — российский  борец вольного стиля, призёр Кубка мира, тренер. Заслуженный тренер России.

## Спортивные результаты
- Чемпион Европы 1993 года среди юниоров в Гётцисе (Австрия);
- 6-е место на Кубке мира 1994 года в Эдмонтоне (Канада);
- Серебро чемпионата мира 1995 года среди молодёжи в Тегеране (Иран);
- Бронзовая медаль Кубка мира 1997 года в Стилвотере (США);

## Известные воспитанники
- Даудов, Иса Личиевич — серебряный призёр Кубка России, бронзовый призёр Межконтинентального кубка мира, мастер спорта России[1][2].
- Саритов, Альберт Рамазанович (1985) — российский, а с 2016 года румынский борец вольного стиля, чемпион России, призёр чемпионата мира и Олимпийских игр 2016 года в Рио-де-Жанейро, мастер спорта России международного класса.
- Саритов, Рамазан Алисултанович (1983—2012) — призёр чемпионата России, победитель международных турниров.
- Сат, Опан Владимирович (1987) — российский, а с 2014 года турецкий борец вольного стиля, трёхкратный чемпион Европы.

## Личная жизнь
По национальности — чеченец. Одноклассник Бувайсара Сайтиева.